# Gross (Nebraska)
Pour les articles homonymes, voir Gross.
Gross est un village du comté de Boyd, dans l'État du Nebraska, aux États-Unis. En 2020, il comptait une population de 3 habitants.